# Den höga muren
Den höga muren är en amerikansk film från 1947 som är regisserad av Curtis Bernhardt och med manus skrivet av Sydney Boehm och Lester Cole. Filmens huvudroll görs av Robert Taylor, som spelar en man som på grund av en hjärnskada, inte kan minnas om han är ansvarig för sin frus död.

## Rollista
| - Robert Taylor – Steven Kenet - Audrey Totter – Ann Lorrison - Herbert Marshall – Willard I. Whitcombe - Dorothy Patrick – Helen Kenet - H.B. Warner – Mr. Slocum - Warner Anderson – Dr. Poward - Moroni Olsen – Dr. Dunlap | - John Ridgely – David Wallace - Morris Ankrum – Dr. Griffith - Elisabeth Risdon – Mrs. Kenet - Vince Barnett – Henry Cronner - Jonathan Hale – Emory Garrison - Charles Arnt – Sidney X. Hackle - Ray Mayer – Tom Delaney |